# Алекса Ґолд
Алекса Ґолд (3 січня 2000) — естонська плавчиня. Учасниця Чемпіонату світу з водних видів спорту 2022, де показала такі результати: 100 метрів на спині — 29-те місце, 200 метрів вільним стилем — 28-ме місце, змішана естафета 4x100 метрів комплексом — збірну дискваліфіковано, 100 метрів вільним стилем — 25-те місце, 200 метрів на спині — 15-те місце (у півфіналах).